# Caridina vitiensis
Caridina vitiensis е вид десетоного от семейство Atyidae.

## Разпространение
Видът е разпространен във Фиджи.